# چوب‌زرد خاگی
چوب‌زرد خاگی (نام علمی: Ochrosia elliptica) نام یک گونه از سرده چوب‌زردهای خرزهره‌ای است.